# Perreuil
Perreuil település Franciaországban, Saône-et-Loire megyében. Lakosainak száma 565 fő (2022. január 1.). Perreuil Saint-Jean-de-Trézy, Essertenne, Morey és Saint-Bérain-sur-Dheune községekkel határos.

## Népesség
A település népességének változása:
| Lakosok száma | 532  | 543  | 553  | 549  | 551  | 553  | 556  | 560  | 565  |
|               | 2013 | 2015 | 2016 | 2017 | 2018 | 2019 | 2020 | 2021 | 2022 |